# Carolina (El Salvador)
Carolina é um município localizado no departamento de San Miguel, em El Salvador.